# Sugrowo
Sugrowo (ros. Сугрово) – wieś (ros. село, trb. sieło) w zachodniej Rosji, w sielsowiecie bolszeugonskim rejonu lgowskiego w obwodzie kurskim.

## Geografia
Miejscowość położona jest nad Sejmem, 6,5 km od centrum administracyjnego sielsowietu (Bolszyje Ugony), 3 km na południowy wschód od centrum administracyjnego rejonu (Lgow), 60 km na południowy zachód od Kurska, przy drodze regionalnego znaczenia 38K-017 (Kursk – Lgow – Rylsk – granica z Ukrainą) – część trasy europejskiej E38. W bezpośrednim sąsiedztwie wsi znajduje się przystanek kolejowy 401 km (linia Lgow-Kijewskij – Kursk).
We wsi znajdują się ulice: Bojarskaja, Łagowka, Nowosiołowka, Sieinskaja, Sowietskaja, Szlachowka i Wołżanskaja (472 posesje).
Klimat
Miejscowość, jak i cały rejon, znajduje się w strefie klimatu kontynentalnego z łagodnym ciepłym latem i równomiernie rozłożonymi opadami rocznymi (Dfb w klasyfikacji klimatów Köppena).

## Demografia
W 2010 r. wieś zamieszkiwało 316 osób.